# Adèle Dumont d'Urville
Adèle Dumont d'Urville (1798-1842), née Adèle Dorothée Pépin, également appelée Adélie [réf. nécessaire], était l'épouse de l'explorateur français Jules Dumont d'Urville. Celui-ci a nommé la Terre-Adélie, l'île Adèle et le cap Pépin en l'honneur de sa femme. Quant au manchot Adélie, il a été nommé d'après la Terre-Adélie où il a été découvert. 
En 1981, un timbre poste aérien des Terres australes et antarctiques françaises à l'effigie d'Adèle Dumont d'Urville a été édité.

## Biographie
Adèle Dorothée Pépin est née le 20 floréal an VI (9 mai 1798) à Toulon. Elle est la fille de Joseph-Marie Pépin, horloger de la Marine à Toulon, et de son épouse, Joséphine Las de Guérin. C'est dans la boutique de ce dernier qu'elle rencontrera son futur mari. Jules Dumont d'Urville a en effet visité l'horlogerie à plusieurs reprises. 
Adèle Pépin a épousé Jules Dumont d'Urville, le 1er mai 1815 à Toulon,. La cérémonie était calme, avec quelques invités des deux côtés. Ils ont eu au moins quatre enfants mais aucun n'a survécu jusqu'à l'âge adulte. Plus tard, Adèle a acheté une bastide à Toulon, avec un jardin. Elle est morte avec son mari et leur fils Jules dans la catastrophe ferroviaire de Meudon le 8 mai 1842. Ils ont été enterrés au cimetière du Montparnasse à Paris,.
Les Archives nationales ont conservé les lettres d'Adèle Dumont d'Urville.